# Jenny Williams
Juana Dubarry (Buenos Aires, 12 de abril de 1987), conocida artísticamente como Jennifer Williams o Jenny Williams, es una actriz, cantante y modelo argentina.

## Carrera
Como modelo, debutó a los 17 años después de llegar a la agencia de los García Navarro (Multitalent). Había estudiado durante una década a las órdenes de Sergio Lombardo e Inés Pascual y completó su formación con cursos de acrobacia, baile y música. Antes de entrar al modelaje Jenny trabajó en colegios como asistente de dirección en inglés.
En la actuación comenzó trabajando con pequeños papeles como lo fue en series juveniles como Casi ángeles y Floricienta. Fue la cara de comerciales para Estados Unidos, El Salvador, Colombia y Chile. Fue la revelación de la tira juvenil producida por Marcelo Tinelli llamada Atracción x4, transmitida por Canal 13, haciendo el papel de Paula Lacalle, la villana principal de la serie.
En 2010 realizó una participación especial en la serie argentina Malparida, también participó en la miniserie italiana de Rai 1, Terra ribelle.
En 2011 protagoniza un episodio del unitario de América TV, Historias de la primera vez. Ese mismo año es convocada para sumarse al elenco de la película argentina, Cruzadas.
En 2012 se desempeñó en la telecomedia de Telefe, Graduados, en donde personificó a Sofía Conte. En 2013 participó en la telenovela Sos mi hombre como María Gabriela Colucci.
En 2014, tuvo el trabajo de aparecer como la protagonista en el video «Por mil noches» del grupo musical de Argentina Airbag.
En el 2015 participó del unitario El mal menor, protagonizando el capítulo Viviana-Celina. También protagonizó la obra de teatro musical La niña, el diablo y el molino obra escrita y dirigida por el francés Olivier Py en el Centro Cultural Recoleta y en el Centro Cultural San Martín.
En la actualidad se encuentra rodando la miniserie Madame Requin como coprotagonica junto a Flavia Palmiero, Fabián Vena y Luciano Cáceres.

## Vida personal
Proviene de una familia de origen galés e italiano. Es la sexta de nueve hermanos. Creció en la ciudad de San Isidro, en el Gran Buenos Aires. Desde pequeña quiso ser actriz y se formó en actuación, canto y baile estudiando en diversas escuelas de arte.
A finales de 2012 comenzó una relación con el fotógrafo Christian Beliera, con quien se casó por civil en febrero de 2014. Se separaron a fines de 2015. 
En 2018 comenzó una relación con Ignacio Arzuaga con quien se casó en abril de 2021 por civil en Buenos Aires, y tuvo una segunda boda en mayo de 2022 en una ceremonia maya en Tulum (México), donde residen desde 2020.

## Televisión
| Telenovelas | Telenovelas                 | Telenovelas               | Telenovelas |
| Año         | Título                      | Personaje                 | Canal       |
| ----------- | --------------------------- | ------------------------- | ----------- |
| 2004        | Floricienta                 | Ximena                    | Canal 13    |
| 2007        | Casi ángeles                | Bárbara                   | Telefe      |
| 2008-2009   | Atracción x4 en Dream Beach | Paula Lacalle             | Canal 13    |
| 2009        | Botineras                   | Vanina Pandolfi/Echegoyen | Telefe      |
| 2010        | Malparida                   | Ludmila                   | Canal 13    |
| 2010        | Terra ribelle               | Carolina                  | Rai 1       |
| 2011        | Maltratadas                 | Julieta                   | América TV  |
| 2011        | Historias de la primera vez | Luciana                   | América TV  |
| 2012        | Graduados                   | Sofía Conte               | Telefe      |
| 2013        | Sos mi hombre               | María Gabriela Colucci    | Canal 13    |
| 2015        | El mal menor                | Viviana / Celina Agüero   | TV Pública  |
| 2016        | Como dice el dicho          | Ximena                    | Televisa    |
| 2017        | Cartoneros                  | Bianca                    | Canal 9     |
| 2023-2024   | Madame Requin               | María «Mary» Pérez        | TV Pública  |

## Cine
| Cine | Cine     | Cine      | Cine          | Cine         |
| Año  | Título   | Personaje | Director      | Tipo         |
| ---- | -------- | --------- | ------------- | ------------ |
| 2011 | Cruzadas | Morticia  | Diego Rafecas | Largometraje |

## Videos musicales
| Año  | Video            | Banda  |
| ---- | ---------------- | ------ |
| 2013 | «Por mil noches» | Airbag |

## Teatro
| Año  | Título                           | Personaje   | Director            | Notas                        |
| ---- | -------------------------------- | ----------- | ------------------- | ---------------------------- |
| 2002 | Two Flags                        |             | Ezequiel Caride     | Actriz de ensamble           |
| 2003 | Hércules                         | Meg         | Ignacio Baldassarre | Elenco principal             |
| 2003 | Drácula                          | Lucy        | Sergio Lombardo     | Elenco principal             |
| 2005 | Play Bill                        | Sally Bowls | Sergio Lombardo     | Protagonista                 |
| 2010 | Voces que arden                  |             | Inés Pascual        | Elenco principal             |
| 2011 | Simba, el rey león               | Nala        | Sergio Lombardo     | Protagonista[cita requerida] |
| 2014 | Bang Bang, estás muerto          | Romina      | Sergio Lombardo     | Protagonista[cita requerida] |
| 2015 | La niña, el diablo y la princesa | La niña     | Olivier Py          | Protagonista[cita requerida] |

## Premios y nominaciones
| Año  | Premiación            | Categoría          | Trabajo nominado | Resultado | Ref.          |
| ---- | --------------------- | ------------------ | ---------------- | --------- | ------------- |
| 2013 | Premios Martín Fierro | Artista revelación | Graduados        | Nominada  | [ 14 ] [ 15 ] |